# Valverde del Majano
Valverde del Majano er en by og kommune i det centrale Spanien i provinsen Segovia. Den har et indbyggertal på 1.126 (2024) indbyggere.